# Rubén Salazar Gómez
Rubén Darío Salazar Gómez (22 de setembro de 1942) é um cardeal colombiano arcebispo emérito de Bogotá.

## Biografia
Jesús Rubén Darío Salazar Gómez nasceu em Bogotá, Colômbia, em 1942.
Ele completou seus estudos do ensino médio e da filosofia no seminário de Ibagué. Na Pontifícia Universidade Gregoriana em Roma seguiu os estudos teológicos, com a obtenção de licenciatura em teologia dogmática. Ele obteve sua licenciatura em Sagradas Escrituras no Pontifício Instituto Bíblico em Roma.

## Vida religiosa
Ele foi ordenado sacerdote em 20 de maio de 1967, e, posteriormente, ocupou vários cargos, incluindo: pastor, professor de seminário, diretor do Departamento de Pastoral Social da Conferência Episcopal da Colômbia e Vigário para a Pastoral.
Ele foi nomeado bispo de Cúcuta em 11 de fevereiro de 1992 e foi consagrado em 25 de março, pelo cardeal Paolo Romeo, auxiliado pelo arcebispo José Joaquín Flórez Hernández e pelo cardeal Pedro Rubiano Sáenz. Em 18 de março de 1999, foi nomeado arcebispo de Barranquilla Dom Salazar Gómez é o atual presidente da Conferência Episcopal Colombiana. Ele foi nomeado como arcebispo de Bogotá em 8 de julho de 2010. Ele tomou posse da sé em 13 de agosto. Durante a sua instalação, o arcebispo Salazar Gómez disse que iria se concentrar em três prioridades: "proteger o casamento como a união entre um homem e uma mulher, salvando a vida de inocentes no ventre, e promover a paz na Colômbia".
Foi criado cardeal pelo Papa Bento XVI no Segundo Consistório Ordinário Público de 2012, realizado a 24 de novembro, recebendo o barrete cardinalício, o anel de cardeal e o título de cardeal-presbítero de São Geraldo Magela.
Em 14 de maio de 2015, foi eleito presidente do Conselho Episcopal Latino-Americano (CELAM) para o período 2015-2019. Em 25 de abril de 2020, o Papa Francisco aceitou sua renúncia ao governo pastoral da arquidiocese de Bogotá.

## Conclaves
- Conclave de 2013 - participou da eleição de Jorge Mario Bergoglio como Papa Francisco.